# José Manuel Romay Beccaría
José Manuel Romay Beccaría (ur. 18 stycznia 1934 w Betanzos) – hiszpański polityk, prawnik i samorządowiec, parlamentarzysta, minister zdrowia (1996–2000).

## Życiorys
Ukończył studia prawnicze na Universidad de Santiago de Compostela, kształcił się również w Kilonii i Heidelbergu. Pracował jako nauczyciel akademicki na macierzystej uczelni, a od 1959 do 1982 z przerwami jako prawnik w Radzie Stanu, rządowym organie doradczym. W międzyczasie pełnił funkcje dyrektora generalnego departamentu zdrowia w administracji rządowej (1963–1966), podsekretarza stanu w prezydium rządu (1974–1975) i podsekretarza stanu w resorcie spraw wewnętrznych kierowanym przez Manuela Fragę(1975–1976).
Zaangażował się w działalność polityczną w ramach Sojuszu Ludowego i następnie Partii Ludowej. Od 1982 do 1983 był wiceprezydentem Galicji. W latach 1982–1990 zasiadał w Kongresie Deputowanych. W latach 1987–1989 pełnił funkcję przewodniczącego diputación provincial, organu zarządzającego prowincją A Coruña.
W latach 1990–1996 ponownie był członkiem rządu galisyjskiego, odpowiadał najpierw za rolnictwo, a od 1991 za sprawy zdrowia. W latach 1996–2000 sprawował urząd ministra zdrowia i konsumentów w pierwszym rządzie José Maríi Aznara. Od 2000 do 2003 wchodził w skład Kongresu Deputowanych, a od 2011 do 2012 był członkiem Senatu. W latach 2003–2004 był przewodniczącym Rady Stanu, powrócił na to stanowisko w 2012.
Członek Opus Dei.

## Odznaczenia
Odznaczony Krzyżem Wielkim Orderu Karola III oraz Krzyżem Wielkim Orderu Izabeli Katolickiej.